# Kultura žarnih grobišč
Kultura žarnih grobišč – (KŽG) (1300 pr. n. št. - 750 pr. n. št.) je bila pozno bronastodobna kultura srednje Evrope. Ime izhaja iz običaja kremiranja - upepeljevanja mrtvih in shranjevanja pepela v žare, ki so jih nato pokopali na poljih. Kultura žarnih grobišč je sledila kulturi gomil in jo nasledila Halštatska kultura. Jezikovni dokazi in kontinuiteta z naslednjo Halšatsko kulturo kažejo, da so ljudje na tem območju govorili v zgodnji obliki keltščine, morda izvirno proto-keltščino.

## Kronologija
Verjame se, da je na nekaterih območjih, kot je v jugozahodni Nemčiji, obstajala okrog 1200 pr. n. št. (začetek Ha A), vendar bronasta D Riegseeova faza že vsebovala kremacijo (sežiganje mrličev). Ker je prehod iz srednje bronaste dobe v kulturo žarnih grobišč postopen, obstajajo vprašanja, kako jo opredeliti. Kultura žarnih grobišč pokriva faze Hallstatt A in B (Ha A in B) v kronološkem sistemu Paula Reineckeja, ne da bi jih zamenjali s kulturo Hallstatt (Ha C in D) naslednje železne dobe. To ustreza fazi Montelius III-IV severne bronaste dobe. Ali je vključena Reineckeova bronnasta D, je odvisno od avtorja in regije. Kulturna žarnih grobišč je razdeljena na naslednje podfaze (na podlagi Müller-Karpe:
|       | datacija pr. n. št. |
| ----- | ------------------- |
| Bd D  | 1300–1200           |
| Ha A1 | 1200–1100           |
| Ha A2 | 1100–1000           |
| Ha B1 | 1000–800            |
| Ha B2 | 900–800             |
| Ha B3 | 800–750             |

Obstoj faze Ha B3 se izpodbija, saj material vsebuje samo ženske pokope. Kot je razvidno iz poljubnih 100-letnih obsegov, je datiranje faz visoko shematično. Faze temeljijo na tipoloških spremembah, kar pomeni, da se jih ni treba strogo držati skozi celotno distribucijo. Vsekakor bi bilo zaželeno veliko več radiokarbonskih in dendroloških datacij.

## Izvor
Kulture žarnih grobišč so se razvile iz prejšnje kulture gomil. Prehod je bil postopen, v keramiki in pokopališčih. V nekaterih delih Nemčije sta kremacija in inhumacija obstajali hkrati (Wölfersheim). Nekateri grobovi vsebujejo kombinacijo keramike kulture gomil in mečev kulture žarnih grobišč (Kressborn, Bodenseekreis) ali kulturo gomil skupaj z zgodnjimi vrstami žarnih grobišč (Mengen). Na severu je bila kultura žarnih grobišč sprejeta le v obdobju Ha A2. 16 kegljev, najdenih v močvirju v Ellmoosenu (okrožje Bad Aibling, Nemčija), pokrivajo celoten kronološki razpon od bronaste B do zgodnjega obdobja žarnih grobišč (Ha A). To kaže na precejšnjo ritualno kontinuiteto. Ob Loari, Seni in Roni nekatera pristanišča vsebujejo usedline iz poznega neolitika do obdobja žarnih grobišč.
Kot izvor obreda kremiranja se pogosto navaja Madžarska, kjer je bilo razširjeno od prve polovice drugega tisočletja do konca stoletja . Neolitska kultura Cucuteni-Trypillian sodobne severovzhodne Romunije in Ukrajine je prav tako izvajala rituale kremiranja že približno 5500 pr. n. št.. Nekatera kremiranja so našli v proto-Lužički in kulturi Trzciniec.

## Razširjenost in lokalne skupine
Kultura žarnih grobišč se nahaja na območju, ki se razteza od zahodne Madžarske do vzhodne Francije, od Alp do blizu Severnega morja. Lokalne skupine, ki jih večinoma ločuje lončenina so:
- kultura Knovíz v zahodni in severni Češki, južni Turingiji in severovzhodni Bavarski
- kultura Milavce na jugovzhodni Češki
- Unstrutska kultura v Turingiji, mešanica med kulturo Knoviz in južno-nemško kulturo žarnih grobišč
- Lužička kultura v severni Češki, Lužicah in na Poljskem

Južno-nemška kultura žarnih grobišč
- severovzhodno-bavarska skupina, razdeljena na nižjo bavarsko in zgornjo skupino Palatinat
- skupine spodnja-Majna-švabska v južnem Hessnu in Baden-Württembergu, vključno z Marburgom, Hanauom, spodnjo Majno in Friedbergom
- rensko-švicarska skupina v  Porenje – Pfalškem, Švici in vzhodni Franciji, (skrajšano RSFO v francoščini)

Spodnja Renska kultura
- skupina spodnji Hessen
- severno-nizozemska-vestfalska skupina
- severozahodna skupina v nizozemski regiji Delta

Srednje-donavska kultura žarnih grobišč
- Velatice-Baierdorf na Moravskem in v Avstriji
- Čaka v zahodni Slovaški

Gavska kultura je bila pozno bronastodobna kultura vzhodne Slovaške, podvrsta žarnih grobišč. Kultura je izvirala iz Slovaške v zgodnjem dvajsetem stoletju pred našim štetjem. Ljudstvo Gáva so živeli v naseljih in gradovih, ki so jih zgradili na slovaških in transilvanskih vzpetinah.
Včasih porazdelitev artefakatov, ki pripadajo tem skupinam, kažejo ostre in dosledne meje, kar lahko kaže na nekatere politične strukture, kot so plemena. Kovinski predmeti so običajno veliko bolj razširjeni kot keramika in ni v skladu s temi mejami. Morda je bilo proizvedeno v specializiranih delavnicah, ki so skrbele za elito večjega območja.
Pomembna francoska pokopališča so Châtenay in Lingolsheim (Alzacija). Neobičajno zemljska dela so bila zgrajena v Goloringu blizu Koblenza v Nemčiji.

## Sorodne kulture
Srednjeevropska Lužiška kultura je del tradicije žarnih grobišč, ki se nadaljuje v železno dobo brez opaznega preloma.
Pilinska kultura na severu Madžarske in Slovaške je rasla iz kulture gomil, a je tudi uporabila žgalne pokope. Lončenina kaže močne povezave s Gávsko kulturo, vendar je v poznejših fazah močan vpliv Lužiške kulture. V Italiji sta pozno bronastodobni kulturi Canegrate in proto-Villanovska in zgodnja železnodobna Villanovska kultura pokazali podobnost z žarnimi polji srednje Evrope. Žare najdemo v francoskem Langedocu in Kataloniji od 9. do 8. stoletja pr. n. št.. Na spremembe v pokopih je najverjetneje vplival razvoj na vzhodu.
Kultura Golasecca v severni Italiji se je razvila s kontinuiteto iz kulture Canegrate. Canegrate je predstavljal povsem novo kulturno dinamiko na področju, ki je bilo izraženo v lončarstvu in bronu, zaradi česar je to tipičen zahodni primer kulture žarnih grobišč, še posebej kultura Porenja-Švice-vzhodne Francije (RSFO). Lepontinski napisi na območju kažejo, da je jezik kulture Golasecca očitno keltski, zato je verjetno, da je bil jezik 13. stoletja pr. n. št. vsaj na območju RSEF na zahodnih žarnih poljih tudi keltski ali njegov predhodnik. 
Podatki o krajevnem imenu so bili uporabljeni tudi za povezavo med materiali iz žarnih grobišč s proto-keltske jezikovne skupine v Srednji Evropi in trdili so, da je to kultura prednikov Keltov . Žarne plasti Halštatske kulture, Ha A in Ha B, so nasledile železnodobnemu obdobju Halštat Ha C in Ha D (8. in 6. stoletje pred našim štetjem), povezani z zgodnjimi Kelti; Ha D pa je nasledila Latenska kultura, arheološka kultura, povezana s kontinentalnimi Kelti antike.
Vpliv kulture žarnih grobišč se je široko razširil in našel pot proti severovzhodni obali Iberije, kjer so ga bližnji Keltiberi v notranjosti prilagodili za uporabo na njihovih pokopališčih . Na jugozahodu Iberskega polotoka je bilo ugotovljeno, da so bili elitni stiki, kot so kanelirana posoda, meči in čelade, na začetku vzhodno-zahodnih zgodnjih žarnih grobišč (Bronasta D-Halštat A).  Pojav takih elitnih statusnih markerjev zagotavlja najpreprostejšo razlago širjenja keltskih jezikov na tem področju od prestižnih, proto-keltskih, zgodnjih žarnih grobišč kovinskih delavcev.

## Migracije
Številni zakladi kulture žarnih grobišč in obstoj utrjenih naselij (gradišč) so bili vzeti kot dokaz za razširjanje vojn in preobrat nekaterih učenjakov. Pisni viri opisujejo več padcev in pretresov v vzhodnem Sredozemlju, Anatoliji in Levantu okoli časa nastanka kulture žarnih grobišč:
- Konec mikenske kulture s konvencionalnim datumom c. 1200 pr. n. št
- Uničenje Troje VI c. 1200 pr. n. št
- Bitke Ramzesa III. proti morskim ljudstvom, 1195-1190 pr. n. št
- konec hetitskega imperija 1180 pr. n. št
- Reševanje Filistejcev v Kanaanu c. 1170 pr. n. št

Nekateri znanstveniki, med njimi Wolfgang Kimmig in P. Bosch-Gimpera, so domnevali, da je val migracij v Evropi. Tudi v tem kontekstu je bila tako imenovana invazija Dorcev na Grčijo (čeprav so nedavni dokazi pokazali, da so se Dorci leta 1100 pr. n. št. premaknili v post mikenski vakum, ne pa sprožili propad). Boljše metode datiranja kažejo, da ti dogodki niso tako tesno povezani, kot so nekoč mislili.
Pred kratkim je Robert Drews po preučitvi in zavrnitvi hipoteze o migraciji predlagal, da so opazna kulturna združenja dejansko deloma razložena kot posledica nove vrste vojskovanja, ki temelji na izdelavi meča Naue II  in z vrstami pehote, ki je v bojih nadomeščala vozove. Drews nakazuje, da je politična nestabilnost, ki jo je prinesla centraliziranim državam, ki so temeljile na maryannu vozu, povzročila razčlenitev teh politik

## Naselja
Število naselij se je močno povečalo v primerjavi s prejšnjo kulturo gomilnih grobišč. Na žalost je bilo le malo izkopanih. Utrjena naselja, pogosto na hribih ali na rečnih bregovih, so značilne za kulturo žarnih grobišč. So močno utrjena s suhim kamnitim ali lesenim obzidjem. Izkopi odprtih naselij so redki, vendar kažejo, da so bile običajne hiše, zgrajene iz lesenih stebrov in stene obložene s trstičjem in ometane, velike z 3-4 prostori. Znana so tudi hiše na kolih, morda so služile kot kleti.

### Odprta naselja
Hiše so bile eno ali dvosobne. Nekatere so bili precej majhne, 4,5 m × 5 m na Runder Bergu (Urach, Nemčija), dolge 5-8 m v Künzigu (Bavarska, Nemčija), druge pa do 20 m. Zgrajene so bili z lesenimi stebri in stenami iz trstike in blata. V naselju Velatice v kraju Lovčičky (Južnomoravska, Češka) je bilo izkopanih 44 hiš. Velike zvonaste jame so znane iz kulture Knovíz. Naselje Radonice (Louny) je vsebovalo več kot 100 jam. Najverjetneje so jih uporabljali za shranjevanje žita in izkazali precejšnjo presežek proizvodnje.

### Naselja na hribih
Na jezerih južne Nemčije in Švice so zgradili številna kolišča. Sestavljena bodisi iz preprostih enosobnih hiš, ki so bile izdelane iz trstičja in blata ali zgrajene kot brunarice. Naselje pri Zugu v Švici je bilo uničeno zaradi ognja in daje pomemben vpogled v materialno kulturo in naselbinsko organizacijo tega obdobja. Dobilo je tudi številne dendrološke datacije.

### Utrjena naselja
Utrjena gradišča postanejo običajna v obdobju žarnih grobišč. Pogosto so bili uporabljeni strmi hribi, kjer je bilo treba okrepiti le del oboda. Odvisno od materialov, ki so bili na voljo na lokalni ravni, so bili uporabljeni suhozidi, leseno ogrodje napolnjeno s kamni ali zemljo in palisade. Druga utrjena naselja so uporabila rečne bregove in močvirna območja.
Gradišče Hořovice blizu Berouna (CR) je bilo veliko 50 ha in obkroženo s kamnitim zidom. Večina naselij je bila precej manjša. Obdelava kovin je bila skoncentrirana v utrjenih naseljih. Na Runder Bergu blizu Uracha v Nemčiji je bilo najdenih 25 kalupov.
Gradišča razlagajo kot osrednja mesta. Nekateri znanstveniki vidijo nastanek gradišč kot znak povečane nevarnosti vojn. Na koncu bronaste dobe je bila večina gradišč opuščena.
Kolikor vemo, niso obstajala posebna stanovanja za zgornji razred, vendar ni bilo v takšni meri izkopanih naselij. V Franche-Comté so se kot stanovanja uporabljale jame, morda v času težav.

## Materialna kultura

### Keramika
Lončenina je bila običajno dobro izdelana, z gladko površino in navadno ostrim profilom. Nekatere oblike naj bi imitirale kovinske prototipe. Posebej značilni so bikonični lonci z valjastimi vratovi. Obstaja nekaj vrezanega okrasja, vendar je velik del površine običajno ostal preprost. Kanelirana dekoracija je pogosta. V švicarskih stanovanjskih naseljih je bila vrezana dekoracija včasih nameščena s kositrno folijo. Lončene peči so bile že znane (Elchinger Kreuz, Bavarska), kar kaže tudi homogena površina posod. Druge posode so skodelice skovane iz bronaste pločevine s kovičenimi ročaji (tip Jenišovice) in veliki kotli z navzkrižnimi dodatki. Lesene posode so bile ohranjene le v zaledenelih okoljih, na primer v Auvernier (Neuchâtel), a so bile morda zelo razširjene.

### Orodje in orožje
Zgodnje obdobje žarnih grobišč (1300 pr. n. št.) je bil čas, ko so bili vojaki srednje Evrope močno oboroženi z oklepi, čeladami in ščiti, ki so bili narejeni iz brona, najverjetneje pa so zamisli našli pri mikenskih Grkih. [9]
Meči ali noži v obliki listov so se lahko uporabljali za rezanje, v nasprotju z uničujočimi meči prejšnje kulture gomil. Po navadi je imel ricasso. Ročaj je bil izdelan iz brona. Ulit je bil ločeno in lahko sestavljen iz druge zlitine. Ti meči z ročaji so bili poznani od bronaste D (Rixheim meči). Drugi meči so imeli zapletena rezila in verjetno leseno, koščeno ali rožen ročaj. Na robovih ročaja so imeli organske vložke. Znani tipi mečev so Auvernier, Kressborn-Hemigkofen, Erbenheim, Möhringen, Weltenburg, Hemigkofen in Tachlovice.
Zaščitna oprema, kot so ščit, oklep, ščitnik goleni (oklepna copata) in čelada, so izredno redki in skoraj nikoli niso bili najdeni v pokopih. Najbolj znan primer bronastega ščita prihaja iz Plzna na Češkem in ima zakovičeno rokavico. Primerljive najdemo v Nemčiji, zahodni Poljski, na Danskem, v Veliki Britaniji in na Irskem. V seveni Italiji ali vzhodnih Alpah naj bi bili posnetki lesenih ščitov. V irskih barjih so našli primere usnjenih ščitov (Clonbrinn, Co. Wexford). Bronasti oklepi so znani že od bronaste D (Čaka, grob II, Slovaška). V Saint Germain du Plain so našli popolne bronaste oklepe, devet primerov, enega znotraj drugega, v Marmesse, Haute Marne (Francija), fragmente v Albstadt-Pfeffingen (Nemčija). Bronaste plošče (falere) so se lahko šivale na usnjen oklep. Grobovi z bogato okrašenimi bronastimi oklepi so znani iz Kloštar Ivanić (Hrvaška) in jame Paulus pri Beuronu (Nemčija).

### Vozovi
Približno dvanajst grobov s štiri kolesnimi vozovi z bronastim okovjem so znani iz zgodnjega obdobja žarnih grobišč. To so Hart an der Altz (okrožje Altötting), Mengen (okrožje Sigmaringen), Poing (okrožje Ebersberg), Königsbronn (okrožje Heidenheim) iz Nemčije in St. Sulpice (Vaud) v Švici. V Alzu je bila kočija postavljena na klado, kosi kosti pa so pritrjeni na delno stopljeno kovino osi. Istočasno se pojavijo bronaste (enodelni) žvale. Dvodelne konjske žvale so znane le iz pozne dobe žarnih grobišč in so lahko posledica vzhodnega vpliva. Leseni in bronasti koleščki so znani iz Stade (Nemčija), leseno kolo z naperami iz Mercuraga v Italiji. Izkopana so bila tudi na Corcelettes (Francija), v Švici in Wasserburg Buchau v Nemčiji (premer 80 cm).
V Milavčah pri Domažlicah na Češkem so našli štirikolesni miniaturni bronasti voz z velikim kotlom (premera 30 cm). To izjemno bogato gomilno grobišče je pokrivalo barje. Voz iz Acholshausena (Bavarska) prihaja iz moškega groba.
Takšni vozovi so znani tudi iz nordijske bronaste dobe. Voz iz Skallerupa, Danska, je vseboval tudi pepel. Iz Pekatela (okrožje Schwerin) v Mecklenburgu je voz s kotlom in drugo bogato grobno blago spremljalo inhumacijo pod kostmi (Montelius III / IV). Drug primer prihaja iz Ystada na Švedskem. Primeri iz jugovzhodne Evrope so Kanya na Madžarskem in Orăştie v Romuniji. Glinastih miniaturni vozovi, včasih z vodnimi pticami, so bili znani tam od srednje bronaste dobe (Dupljaja, Vojvodina, Srbija).
Lužiška kočija iz Burga (Brandenburg, Nemčija) ima tri kolesa na enojni osi, na kateri so bile vodne ptice. Grobnica Gammertingen (okrožje Sigmaringen, Nemčija) je imela dva rogova, ki sta verjetno pripadala miniaturnemu vozu, ki je primerljiv tistim v Burgu, skupaj s šestimi miniaturnimi kolesi.

### Zakladi
Zakladi so zelo pogosti v kulturi žarnih grobišč. Navada je bila opuščena ob koncu bronaste dobe. Pogosto so bili deponirani v rekah in mokriščih. Ker so bile te točke pogosto zelo nedostopne, najverjetneje predstavljajo darila bogovom. Drugi zakladi vsebujejo bodisi zdrobljene predmete, ki so bili verjetno namenjeni za ponovno uporabo bronastodobnim kovačem. Ker zakladi poznih žarnih grobišč pogosto vsebujejo enako vrsto predmetov kot zgodnejši grobovi, nekateri učenjaki razlagajo kopičenje kot način dobave osebne opreme v nadaljevanju. V reki Trieux, Côtes du Nord, so bili najdeni popolni meči skupaj s številnimi rogovi rdečega jelena, ki so verjetno imeli tudi religiozni pomen.

### Železo
Železni prstan iz Vorwohlde (okrožje Grafschaft Diepholz, Nemčija) iz 15. stoletja pred našim štetjem je prvi dokaz železa v Srednji Evropi. V pozni bronasti dobi je bilo železo uporabljeno za dekoriranje ročajev mečev (Schwäbisch Hall-Gailenkirchen, Unterkrumbach, Hersbruck), nožev (Dotternhausen, Plettenberg, Nemčija) in zatičev. Uporaba železa za orožje in domače predmete v Evropi se je začela šele v naslednji halštatski kulturi. Široka uporaba železa za orodja se je zgodila v pozni železni dobi latenske kulture.

## Gospodarstvo
Ohranili so govedo, prašiče, ovce in koze, pa tudi konje, pse in gosi. Govedo je bilo precej majhno, z višino 1,20 m v grebenu. Konji niso bili veliko večji s povprečjem 1,25 m.
Krčenje gozdov je bilo v obdobju žarnih grobišč intenzivno. Prvič so bili ustvarjeni verjetno odprti travniki, kot kaže analiza peloda. To je privedlo do povečane erozije in obremenitve rek s sedimenti.
Gojijo se pšenica in ječmen, skupaj s stročnicami in bobom. Makovo seme so uporabljali za olje ali za zdravilo. Proso in oves so najprej gojili na Madžarskem in Češkem, rž je bila že obdelana, bolj zahodno je bil le škodljiv plevel. Zdi se, da je bil lan manj pomemben, morda zato, ker se je za oblačila v glavnem uporabljala volna. Nabirali so lešnike, jabolka, hruške, trnulje in želod. Nekateri bogati grobovi vsebujejo bronasta sita, ki so bila interpretirana kot vinska sita (Hart an der Alz). Ta pijača bi bila uvožena z juga, vendar so dokazi o tem pomanjkljivi. V jezerskem naselju Zug so odkrili ostanke kruh iz pire in prosa. Na spodnjem Renu je bil kruh pogosto postavljen na piri, zato so bili opečeni ostanki ohranjeni.
Volna je bila spredena (najdbe vreten so pogoste) in tkane na statvah, za šivanje so bile uporabljene bronaste igle (Unteruhldingen).
Obstaja nekaj napotkov, da je kultura žarnih grobišč povezana z bolj vlažnim podnebnim obdobjem kot prejšnja kultura gomil. To je lahko povezano s preusmeritvijo zimskih neviht sredi zemljepisne širine severno od Pirenejev in Alp, ki so morda povezane s suhimi razmerami v sredozemskem bazenu.

## Pogrebni običaji

### Grobovi
V obdobju gomil so bile številne inhumacije pogoste, vsaj za zgornje sloje družbe. V obdobju žarnih grobišč prevladuje upepeljevanje in zakopavanje v preprostih pravokotnih ploščatih grobovih, čeprav še obstajajo nekateri kraji z gomilami.
V najzgodnejših fazah obdobja žarnih grobišč so bili izkopani grobovi v velikosti človeka, včasih opremljeni s kamnitim podom, v katerem so bili kremirani ostanki pokojnika raztreseni. Šele pozneje je nastal pogreb v žarah. Nekateri učenjaki špekulirajo, da je to lahko pomenilo temeljni premik v prepričanju ljudi ali mitih o življenju in posmrtnem življenju.
Velikost grobišč je spremenljiva. Na Bavarskem lahko vsebujejo več sto pokopov, največje pokopališče v Baden-Württembergu v Dautmergenu pa ima le 30 grobov. Mrtvi so bili postavljeni na grmado, pokritih z osebnim nakitom, ki pogosto kaže sledove ognja in včasih hrano. Kremirani ostanki kosti so veliko večji kot v rimskem obdobju, kar kaže, da je bilo uporabljeno manj lesa. Pogosto so bile kosti nepopolno zbrane. Večina žarnih grobišč je bila zapuščena s koncem bronaste dobe, v zgodnji železni dobi pa še naprej uporabljajo le spodnje Rensko grobišče (Ha C, včasih celo D).
Kremirane kosti so postavili v preproste jame. Včasih gosta koncentracija kosti kaže vsebnost organskega materiala, včasih so se kosti zlomile.
Če so bile kosti nameščene v žare, so jih pogosto pokrivale plitva skleda ali kamen. V posebni vrsti pokopa (zvonasti grobovi) so žare popolnoma pokrite z obrnjeno večjo posodo. Ker se grobovi le redko prekrivajo, so morda označeni z lesenimi stebri ali kamni. Taki grobovi so značilni za skupino Unstrut.

### Grobni pridatki
Žare, ki vsebuje kremirane kosti, pogosto spremljajo tudi druge, manjše keramične posode, kot so sklede in skodelice. Morda so vsebovali hrano. Žara je pogosto nameščena v središču zbirke. Te posode pogosto niso bile postavljena na grmado. Kovinska darila iz grobov so britve, orožje, ki je bilo pogosto namerno uničeno (ukrivljeno ali zlomljeno), zapestnice, obeski in priponke. Darila postajajo redkejša proti koncu kulture žarnih grobišč, medtem ko se število zakladov povečuje. Pogosto se najdejo žgane živalske kosti, ki so jih morda postavili kot kurjavo ali kot hrano. Mrtve kosti v grobu iz Seddina so morda pripadale oblačilu (krzno). Jantarne ali steklene kroglice (Pfahlbautönnchen) so luksuzni predmeti.

### Grobovi višjih slojev
Višji sloji prebivalcev so bili pokopani v lesene komore, redko kamnite ciste ali komore s kamnitim dnom in pokrita z gomilo ali možicem. Grobovi vsebujejo zlasti fino izdelano lončenino, živalske kosti, običajno svinjske, včasih zlate obroče ali liste, v izjemnih primerih miniaturne vozove. Nekateri od teh bogatih pokopov vsebujejo ostanke več kot ene osebe. V tem primeru se ženske in otroci običajno štejejo za žrtve. Dokler ni več znano o porazdelitvi statusa in socialni strukturi pozne bronaste dobe, je treba to razlago obravnavati previdno. Proti koncu obdobja žarnih grobišč so bila nekatera trupla zažgana in situ in nato pokrita z gomilo, ki spominja na grob Patrokolosa, kot je opisal Homer in pokop Beowulfa (z dodatnim elementom ladijskega groba). V zgodnji železni dobi je pokop ponovno postal pravilo.

## Kult
Kyffhäuserjeve jame v Turingiji vsebujejo skelete brez glav in se delijo na človeške in živalske kosti, ki so jih razlagali kot žrtve. Druge ostanki so zrna, vozličasta rastlinska vlakna ter dlake in bronasti predmeti (sekire, obeski in zaponke). Ith-jame (Spodnja Saška) so dale primerjalno gradivo.
V kulturi Knovíz so odkrili človeške kosti z izrezi in sledmi gorenja v jamah. Razlagali so jih kot dokaz kanibalizma. Ker te kosti tvorijo velik del ostankov, ki so znani, je to lahko zelo redno opravilo, vključno z ritualno manipulacijo in razkrajanjem človeških trupel. Mislijo, da imajo glineni žari v obliki lune, pa tudi britev v obliki polmeseca, religiozni pomen,.
Obsedenost z vodnimi pticami kažejo številne slike in tridimenzionalne predstavitve. V kombinaciji z jamami, deponiranimi v rekah in močvirjih, označuje verska prepričanja, povezana z vodo. To je povzročilo, da nekateri znanstveniki verjamejo v resne suše v pozni bronasti dobi. Včasih so vodne ptice združene s krogi, tako imenovanim sončnim barskim motivom.